# Feensturmvogel
Der Feensturmvogel (Pachyptila turtur) ist ein Hochseevogel aus der Familie der Sturmvögel.

## Merkmale

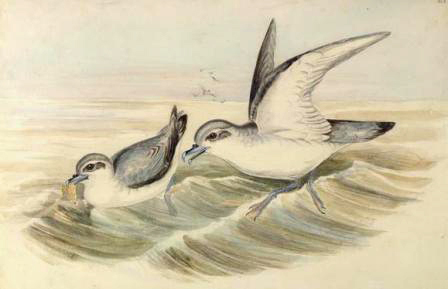
Feensturmvögel, Illustration

Mit einer Körperlänge von bis zu 28 Zentimeter und einer Flügelspannweite von 55–60 Zentimeter ist der Feensturmvogel ein eher kleiner Sturmvogel. Er wiegt zwischen 88 und 175 Gramm. Das Gefieder ist oberseits grau mit schwarzen Flügelabzeichen und schwarzer Schwanzspitze. Die Unterseite ist weiß gefärbt. Mit seinen schwachen Beinen hat der Vogel an Land einen unbeholfenen, kriechenden Gang.

## Vorkommen

Verbreitungsgebiet des Feensturmvogels:
Ganzjähriges Vorkommen
Brutgebiete

Der Feensturmvogel verbringt den Großteil seines Lebens auf dem offenen Meer.
Brutkolonien befinden sich auf den Chatham-Inseln, den Snaresinseln, den Antipoden-Inseln, auf der zu den Falklandinseln gehörenden Beauchene Island, den Prinz-Edward-Inseln, den Crozetinseln, Inseln der Bass-Straße und der Macquarieinsel.

## Verhalten
Der Feensturmvogel lebt in Schwärmen und jagt nachts an der Wasseroberfläche nach Kleinstlebewesen, die er mithilfe kleiner Plättchen im Schnabel aus dem Wasser filtert. Er folgt auf der Suche nach Abfall auch Fischerbooten.

## Fortpflanzung
Der Feensturmvogel brütet in großen Kolonien auf Inseln und an Küsten der Südhalbkugel. Das Weibchen legt die Eier in Höhlen, die es auf grasbewachsenen Klippenspitzen gräbt, oder auch zwischen Felsen. Das Gelege wird etwa 55 Tage lang bebrütet; die Jungvögel weitere 50 Tage von den Eltern gefüttert.
Feensturmvögel, besonders die Küken, fallen häufig Ratten sowie Hauskatzen zum Opfer. Die größten Feinde jedoch sind Raubmöwen.

## Belege

### Einzelbelege
1. ↑   Shirihai, S. 179
2. ↑  Wood, S. 48